# Dorycallipus arcuum
Dorycallipus arcuum är en mångfotingart som beskrevs av Karl Wilhelm Verhoeff 1909. Dorycallipus arcuum ingår i släktet Dorycallipus och familjen Dorypetalidae. Inga underarter finns listade i Catalogue of Life.